# Бейтмен, Роберт
Роберт Бейтмен (англ. Robert Bateman, 1842, Биддульф, Стаффордшир — 4 августа 1922) — английский художник, график-ксилограф, близкий к прерафаэлитам, архитектор и дизайнер садоводства.

## Жизнь и творчество
Третий сын ботаника и садовода, сэра Джеймса Бейтмена. В 1855—1860 годах учился в Брайтонском колледже. Затем поступил в Королевскую академию искусств, где обучался в 1863—1867 годах. В 1870 году организовал группу живописцев, находившуюся под влиянием творчества Эдварда Берн-Джонса. В 1901 году был одним из создателей «Общества художников темперы» (Society of Painters in Tempera), бравших пример с произведений старых итальянских мастеров.
Наиболее известными работами живописца были «Смерть рыцаря» (также под названием Три ворона, 1868), ныне в частном собрании; «Купальня Вирсавии»(1877, впервые выставлена в 1878 году в Королевской академии искусств), ныне в  Йельском центре британского искусства; «Возвышение Самуила» (выставлена в Королевской академии искусств в 1880 году): «Лилия или роза» (выставлена в Королевской академии искусств в 1882 году), была подарена Робертом Бейтменом своей школе, Брайтонскому колледжу. Британский художник и искусствовед Уолтер Крейн писал в своих воспоминаниях (1907) о Роберте Бейтмене: «...волшебный мир романтики и воображаемой поэзии, сумеречный мир тёмных загадочных лесов, феерических источников, изумрудных лугов, покрытых ярчайшими цветами, в тумане мистического сияния.»
Кроме живописи, Роберт Бейтмен известен как иллюстратор литературы, в том числе в области ботаники, также своими графическими работами - в том числе по религиозной тематике. Был деятелен в качестве архитектора и скульптора. Как и его отец, занимался профессиональным садоводством, в 1890—1906 годах занимался  разбивкой парковых комплексов, посадкой садов и их дизайном в Бентолл-Холле (Benthall Hall), сохранившимися до наших дней и охраняемыми британским Национальным фондом.

## Семья
В 1883 году Роберт Бейтмен вступил в брак с Кэролайн, дочерью декана адвокатского общества Личфилда и таким образом унаследовал значительное состояние, став крупным землевладельцем. Семья поселилась в Бентолл-Холле, особняке XVI столетия, находящимся близ городка Мач-Уэнлок, в графстве Шропшир, близ границы с Уэльсом. Роберт Бейтмен был известен как филантроп.

## Галерея

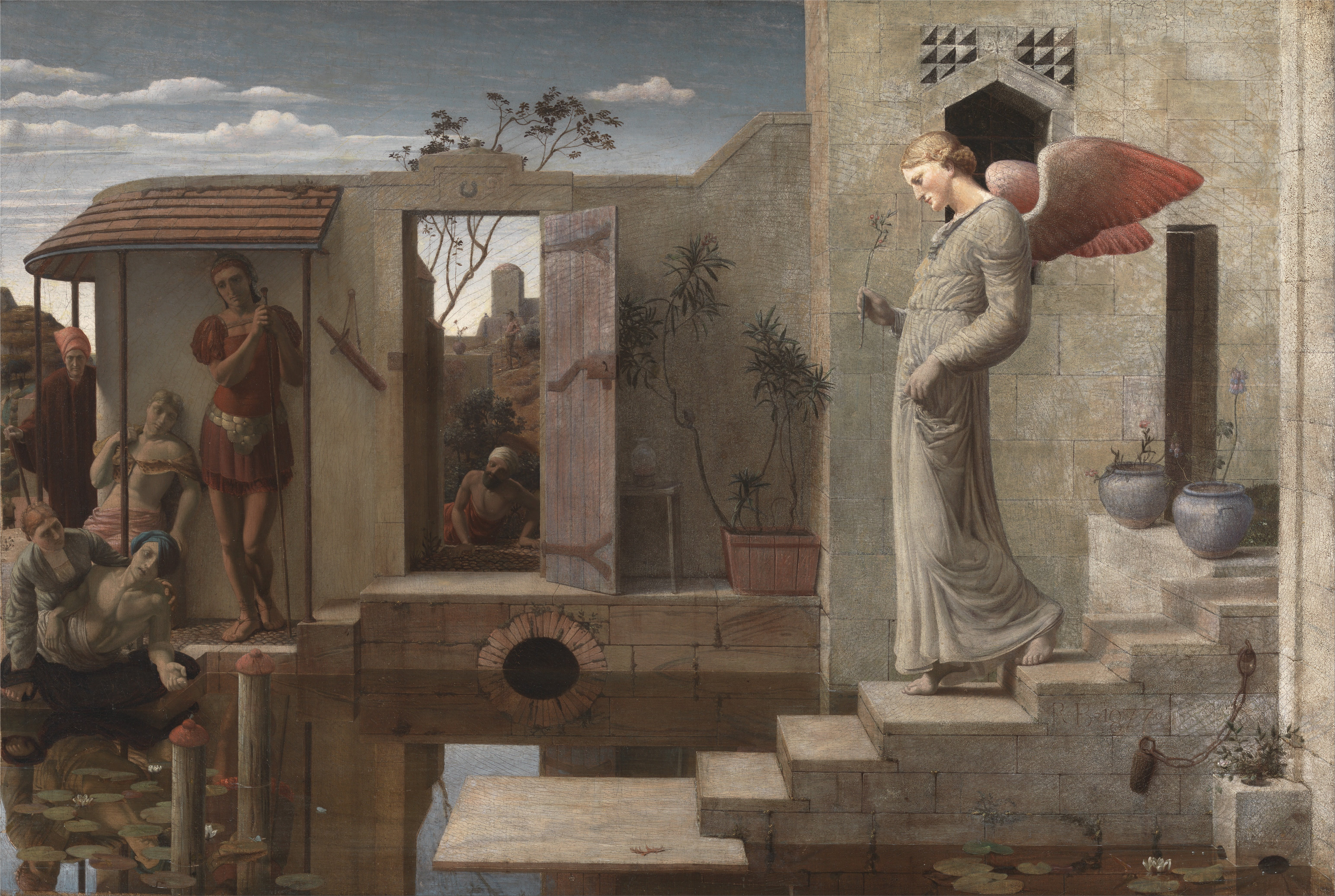
«Купальня Вирсавии» (1877)
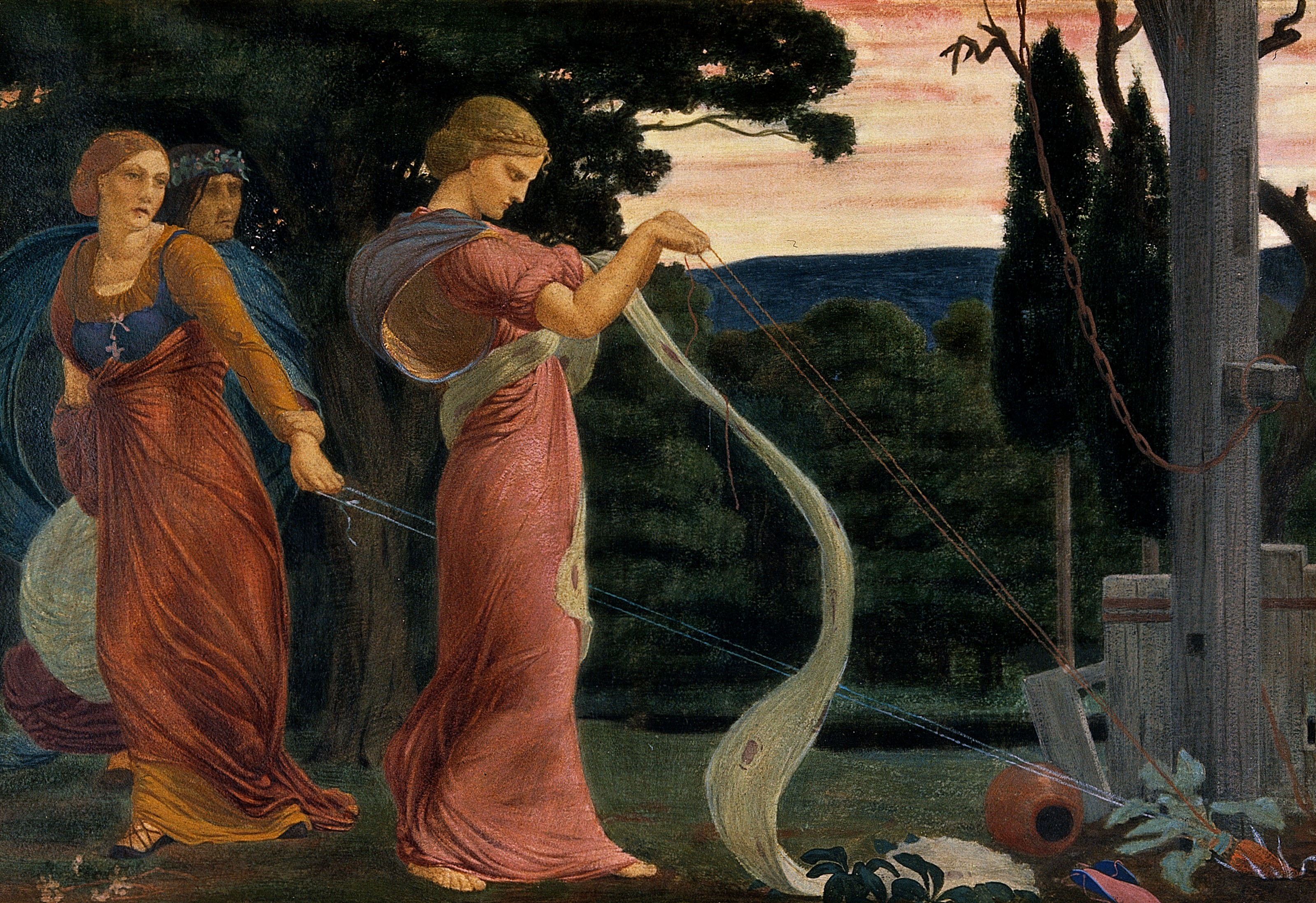
«Трое собирают корни мандрагоры»
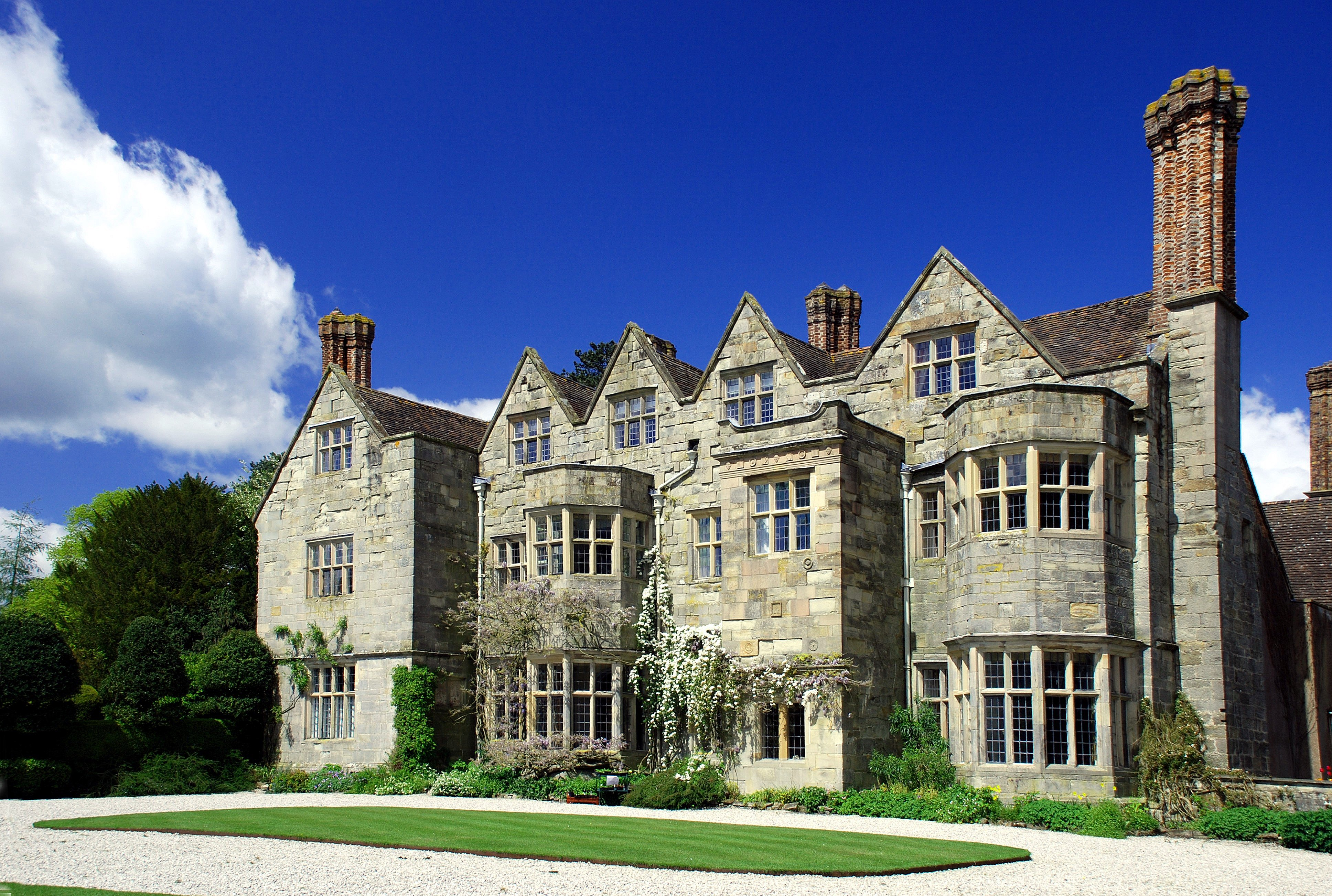
Бентолл-Холл